# Lemboulas
Lemboulas – rzeka we Francji, płynąca na terenie departamentów Lot oraz Tarn i Garonna. Ma długość 56,67 km. Stanowi prawy dopływ rzeki Tarn.

## Geografia
Lemboulas ma źródła na południowy wschód od osady Le Cuzoul w gminie Lalbenque. Rzeka generalnie płynie w kierunku południowo-zachodnim. Uchodzi do Tarnu w gminie Moissac.
Lemboulas przepływa przez 2 departamenty, w tym 14 gmin:
LotLalbenque (źródło), Saint-Paul-de-Loubressac, Castelnau-Montratier, Montdoumerc, Belfort-du-Quercy
Tarn i GaronnaMolières, Lafrançaise, Vazerac, Puycornet, Labarthe, Montfermier, Lizac, Montpezat-de-Quercy, Moissac (ujście)

## Hydrologia
Uśredniony roczny przepływ rzeki Lemboulas wynosi 2,1 m³/s. Pomiary są przeprowadzane od 1967 roku w miejscowości Lafrançaise. Największy przepływ notowany jest w lutym (4,92 m³/s), a najmniejszy w sierpniu – 0,154 m³/s.

## Dopływy
Lemboulas ma 14 opisanych dopływów o długości powyżej 2 km. Są to:
| - Lupte - Petit Lembous - Lembous - Ruisseau de Léouré - Rieutord - Ruisseau de Lembenne - Ruisseau du Boulou | - Fossé Grand de Cronzou - Ruisseau des Pradels - Ruisseau de Counord - Ruisseau du Peuillet - Ruisseau de Cau - Ruisseau de Bernadou - Ruisseau de Nègue Vieilles |